# Iwan Pentschew
Iwan Georgiew Pentschew (bulgarisch Иван Пенчев; * 22. November 1904 in Wraza; † 6. April 1974 in Sofia) war ein bulgarischer Mediziner.
Pentschew war in seinen wissenschaftlichen Arbeiten auf dem Gebiet der Endokrinologie tätig. Schwerpunkte lagen bei der Forschung zur Diabetes und zu Krankheiten der Schilddrüse. Iwan Pentschew gehörte der Bulgarischen Akademie der Wissenschaften an und leitete deren Arbeitsgruppe zur Diabetesforschung.
Er wurde als Held der Sozialistischen Arbeit und mit dem Dimitroffpreis ausgezeichnet.